# Desarrollo neural
El desarrollo neural es la evolución gradual en la formación del sistema nervioso. En el caso del ser humano, ocurre a partir del ectodermo dorsal en embriones recién formados; las neuronas, junto con las células de la neuroglía, se derivan del estrato exterior del ectodermo, y de este estrato derivan las células de la epidermis que cubren la superficie corporal.

## Etapas

Neuroectodermo. Pliegue neural. Tubo neural.

El neuroectodermo de la placa neural, lo primero en formarse, aparece a los dieciséis días del desarrollo en la línea medio dorsal del embrión. Dos días después, es decir, en el día dieciocho, la placa neural se convierte en el surco neural, con un pliegue neural a cada lado.

Para el día veintiuno, los pliegues se fusionan, para convertir este surco neural en el tubo neural. Esta transformación tiene una dirección, la cual se da de manera rostral y caudal. De esta forma, quedan dos orificios en los extremos: el neuroporo rostral y el neuroporo caudal.

Entre tres y cinco días después, es decir, entre los días veinticuatro y veintiséis, los neuroporos terminan por cerrarse, primero el neuroporo rostral y posteriormente el poro caudal. 
El tubo neural es el precursor directo del encéfalo y de la médula espinal.
Hay células del neuroectodermo que no se integran al tubo neural y, sin embargo, son primordiales para la formación de estructura de la cresta neural, la cual corre  por arriba y a los lados (dorsolateralmente) ai tubo neural. De estas crestas se derivan:  los ganglios de la raíz dorsal de los nervios espinales, las neuronas correspondientes a células de neuroglía de los nervios periféricos, los ganglios sensoriales de los nervios craneales, los ganglios autónomos y las células secretoras de la médula de las glándulas suprarrenales.

Las células de la cresta neural realizan una diferenciación para convertirse en células de tejido no nervioso. Este es el caso de los melanocitos en la piel, los músculos, algunos huesos y estructuras de la cabeza que suelen ser de origen mesodérmico.
Existen elementos nerviosos, como algunas neuronas de los ganglios sensoriales de nervios craneales, células neurosensoriales olfatorias y células sensoriales de los ganglios del oído interno que derivan de las placodas, engrosamientos de regiones ectodérmicas en la superficie de la cabeza.

## Sectores

Encéfalo de embrión de 4 semanas.

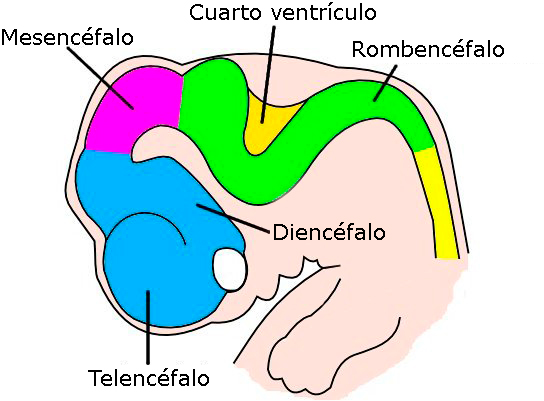
Encéfalo de embrión de 6 semanas.

La diferenciación y crecimiento se realizan principalmente en la porción rostral del tubo neural, donde se desarrolla el encéfalo: la porción que resta del tubo neural dará origen a la médula espinal.

Generalmente se describen en el encéfalo 3 vesículas  primarias que aparecen entre los 28 y 30 días de desarrollo, prosencéfalo o cerebro anterior, mesencéfalo (cerebro medio) y el cerebro posterior conocido como rombencéfalo.
 
Para la quinta semana las vesículas primera y tercera se engrosan para formar 5 vesículas secundarias: telencéfalo, diencéfalo, mesencéfalo, metencéfalo y mielencéfalo. Al interior de cada pared lateral se origina una hendidura longitudinal llamada surco limitante; este separa la placa alar dorsal de la placa basal ventral. En este punto, surgen conexiones eferentes y aferentes que continúan hasta el extremo rostral del mesencéfalo.
En las primeras poblaciones celulares que se forman en el tubo neural, surgen los neuroblastos, precursores directos de las neuronas. El número de neuroblastos presentes en el tubo neural es mayor que el de las neuronas del encéfalo y de la médula espinal. Muchos de los neuroblastos no logran establecer conexiones sinápticas y mueren; a este fenómeno se le conoce como muerte celular programada (apoptosis)).

## Patología
Entre las malformaciones congénitas del sistema nervioso central se encuentran fusiones de los pliegues neurales. En la anencefalia los pliegues no se fusionan en el tubo neural que está desarrollándose, de manera que faltan los derivados del prosencéfalo junto con la ausencia concurrente de la bóveda craneal con la exposición al exterior de los rudimentos del encéfalo.

La proporción de ocurrencia de la anencefalia es de un caso cada mil, generalmente no se logra la sobrevivencia y en las ocasiones en donde los pliegues neurales pueden no encontrarse o fusionarse en la región lumbar, de esta alteración resulta particularmente una forma grave de espina bífida con mielosquisis, es decir, hay una hendidura en la médula espinal.